# نرگس دروغین

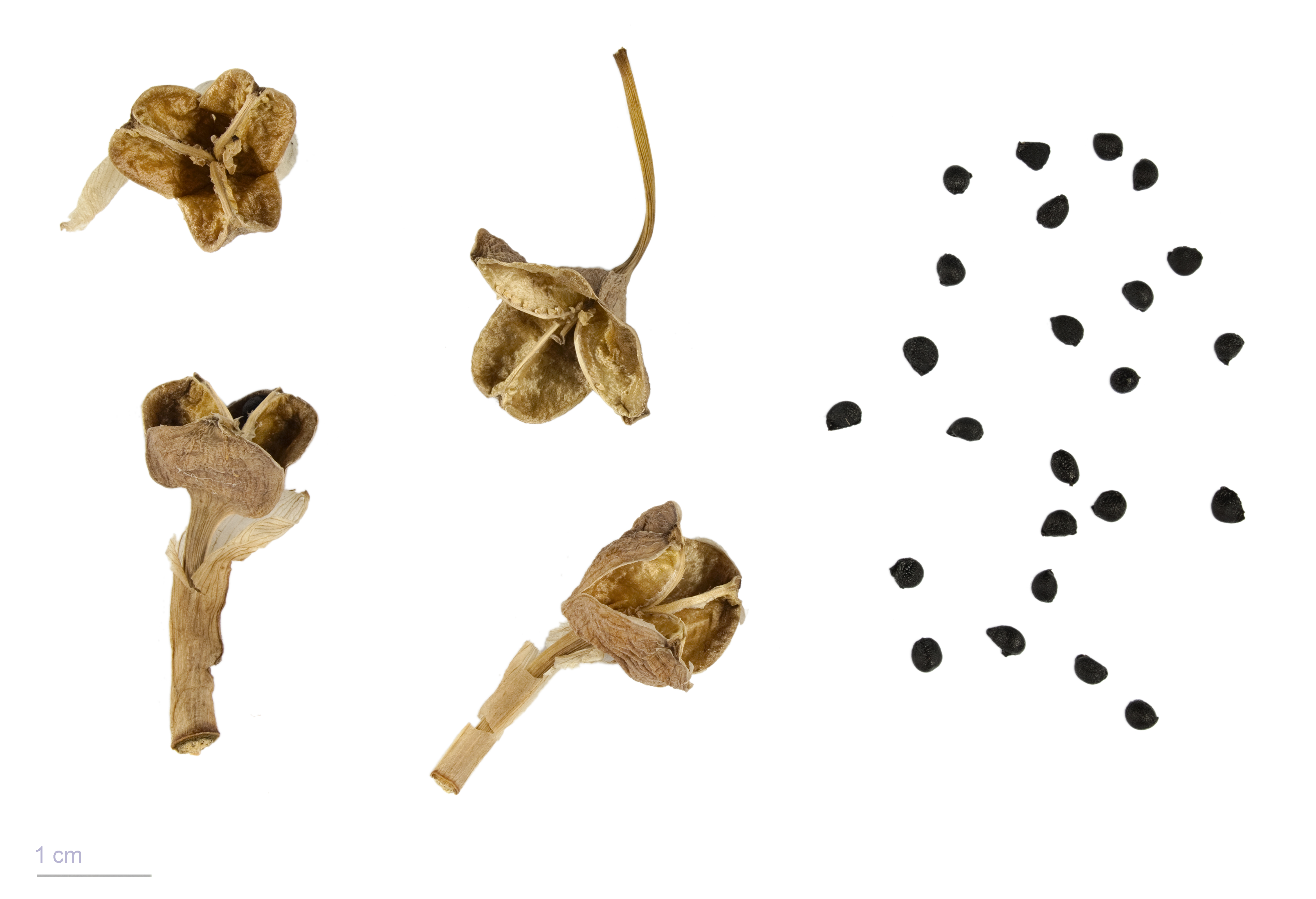
Narcissus pseudonarcissus

نرگس دروغین (نام علمی: Narcissus pseudonarcissus) به غیر از کشورهای یونان، آلبانی، هلند، و ایرلند در تمامی کشورهای اروپایی انتشار دارد. زمان گلدهی بین ماه مارس تا می است. طول گیاه به ۳۵–۲۰ سانتیمتر می‌رسد.
نرگس دروغین گل ملی کشور ولز است.